# 1-я Софийская повстанческая оперативная зона
1-я Софийская повстанческая оперативная зона (болг. Първа Софийска въстаническа оперативна зона) — территориальная и организационная единица в составе Народно-освободительной повстанческой армии Болгарии во время Второй мировой войны.

## История
1-я Софийская повстанческая оперативная зона в составе Народно-освободительной повстанческой армии Болгарии была образована в апреле 1943 года по распоряжению главного штаба НОПА (НОВА). Была разделена на четыре военно-оперативных района: Трынский, Дупницкий, Ботевградский и Ихтиманский. По указанию ЦК БРП (к) и Главного штаба НОВА был сформирован штаб в следующем составе:
- Командир повстанческой зоны: Лев Главинчев[болг.]
- Политический комиссар: Георгий Чанков[болг.]
- Начальник штаба: Здравко Георгиев
- Члены штаба: Владо Тричков, Борис Нованский[болг.], Коста Чекаларов[болг.], Тодор Живков

С сентября 1943 года командиром оперативной зоны был Владо Тричков, политическим комиссаром — Владо Георгиев. С июля 1944 года командиром оперативной зоны был Славчо Трынский, политическим комиссаром — Георгий Аврамов.

## Структура
В состав 1-й Софийской повстанческой оперативной зоны входили две партизанские бригады, 10 партизанских отрядов и разные боевые группы БКП. К бригадам относились:
- Партизанская бригада «Чавдар» (София)
- 1-я Софийская народно-освободительная бригада
- 2-я Софийская народно-освободительная бригада
- 4-я Софийская повстанческая бригада

К отрядам относились:
- Трынский партизанский отряд
- Ихтиманский партизанский отряд
- Царибродский партизанский отряд
- Шопский партизанский отряд
- Радомирский партизанский отряд
- Рило-Пиринский партизанский отряд
- Кюстендилский партизанский отряд «Драговиштица»
- Дупницкий партизанский отряд
- Брезникский партизанский отряд
- Босилеградский партизанский отряд имени Георгия Раковского